# 오쿠히다 온천향

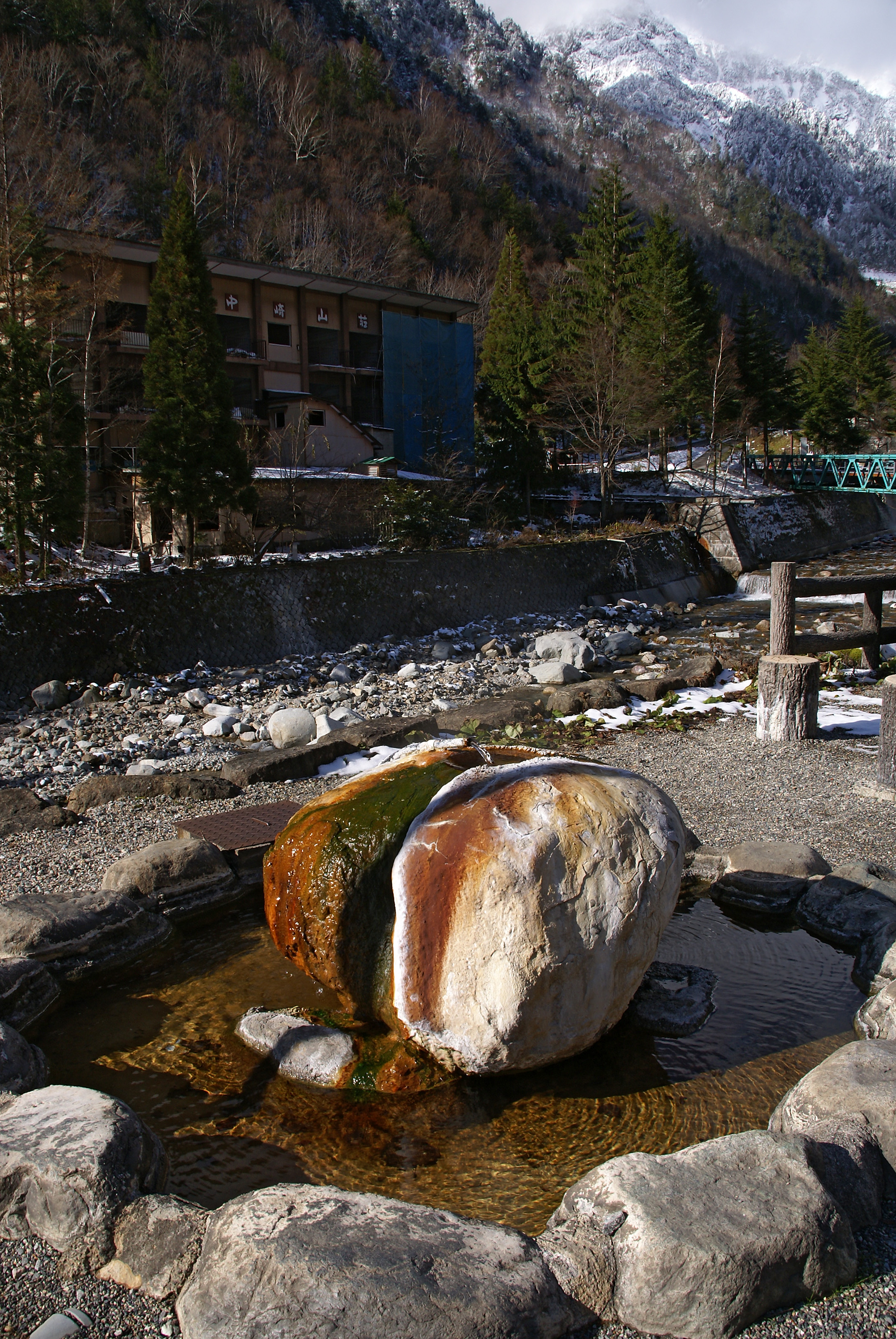
가마타 강변의 용출수

오쿠히다 온천향(奥飛騨温泉郷 오쿠히다온센고[*])은 기후현 다카야마시에 있는 5곳의 온천을 가리키는 말이다. 히다(飛騨)는 옛 다카야마 시의 지역 명칭이다. 이들 온천은 히라유 온천, 후쿠지 온천, 신히라유 온천, 도치오 온천, 신호다카 온천이다.
국도 158호 아보토게 도로와 히라유 터널 사이에 있는 히라유 온천을 기점으로 국도 471호 도치오 온천까지가 오쿠히다 온천마을의 범위이다. 도치오 온천에서 가마타 강을 따라 상류로 가면 신호다카 온천이 나온다.
또, 마을 천체에 나오는 용출수는 벳부 온천, 유후인 온천에 뒤이어 매분 4만4천 리터의 용출양을 내뿜고 있다. 마을내 각 온천에는 무료거나 촌지를 건내면 입욕가능한 공동욕탕, 노천탕이 많이 있다.
오쿠히다 온천마을의 단풍은 히다·미노 단풍 33선에 선정되어 가을에 풍미를 더하여 준다.
1964년 6월 11일, 1968년 11월 19일 각각 히라유 온천과 히라유 이외의 온천이 국민보양온천지로 지정되었다.
덧붙여, 옛 가미타카라 촌이 다카야마 시로 병합될 때, 촌을 북서, 남동으로 나누어 주소를 부여하였고, 북서부는 가미타카라 정으로, 남동부는 오쿠히다 온천마을로 잡았다.

## 향내 온천
- 히라유 온천
- 후쿠지 온천
- 신히라유 온천
- 도치오 온천
- 신호다카 온천

## 같이 보기
- 히다산맥
- 신호다카 케이블카